# Satricum
Satricum est une cité antique du Latium. Le site archéologique se trouve sur une colline dominant la localité de Le Ferriere, dans la commune de Latina, à une soixantaine de kilomètres au sud-est de Rome. On y a fouillé les vestiges d'un temple de Mater Matuta, des habitats et deux nécropoles.

## Histoire
L'archéologie révèle qu'un village de cabanes, habité par des Latins, occupe le site dès le Xe – IXe siècles av. J.-C. La cité proprement dite se développe aux VIIe et VIe siècles, sous domination ou au moins influence étrusque. Le Ve et le IVe siècles correspondent à la période volsque et s'achèvent par la destruction de la cité, dont le territoire passe sous domination romaine. Après le IVe siècle et jusqu'à la fin de l'Empire romain, il n'y a plus de ville à cet endroit, mais le culte continue à être célébré au grand temple de Mater Matuta. Une villa rurale est établie au Ier siècle av. J.-C. au nord de la zone.
L'arrivée des Volsques peut être mise en rapport avec une attaque mentionnée par Denys d'Halicarnasse et Tite-Live : les Volsques, conduits par Attius Tullus Aufidius et Coriolan, aristocrate romain exilé chez eux, entrent en guerre contre Rome et s'emparent de Satricum, ainsi que d'autres villes récemment conquises par les Romains (489 av. J.-C.). La cité entre dans la dépendance d'Antium. Durant les décennies qui suivent, dans les guerres entre les Romains et les Volsques, elle est prise et reprise plusieurs fois par les uns et les autres. Elle est détruite par les Romains en 346 av. J.-C., à l'exception du temple de Mater Matuta. Après une tentative de restauration sous la forme d'une colonie d'Antium, elle est à nouveau détruite (sauf le temple) par C. Plautius quelques années plus tard. La ville ne se remet jamais de ces événements et sombre vite dans l'oubli ; Pline l'Ancien la cite parmi les villes autrefois célèbres et disparues de son temps. Seul survit le temple de Mater Matuta.

## Fouilles
En 1896, des fouilles sont entreprises sur le site du temple par l'École française de Rome sous la direction d'Henri Graillot, rapidement remplacé par une équipe italienne. Au bout de deux ans les fouilles sont abandonnées, malgré l'intérêt des découvertes qui avaient été faites et du matériel aujourd'hui conservé au musée de la villa Giulia.
Les recherches systématiques n'ont repris qu'en 1977 ; elles ont été menées par l'Institut royal néerlandais de Rome (nl) (C. M. Stibbe), puis par les universités de Groningue, Nimègue et Amsterdam.